# 奈伊山脈
68°10′S 49°0′E / 68.167°S 49.000°E
奈伊山脈（英語：Nye Mountains）是南極洲的山脈，位於恩德比地，長60公里、寬28公里，該山脈在1956年10月由澳大利亞的探險隊發現，以該國礦產資源部部長命名。